# Doug Hazlewood
Douglas Hazlewood (* 1956) ist ein US-amerikanischer Comiczeichner.

## Leben
Hazlewood, der seit den 1980er Jahren als hauptberuflicher Comiczeichner tätig ist, arbeitet dabei vor allem als Inker, d. h., er übernimmt die Überarbeitung der Bleistiftzeichnungen anderer Künstler mit Tusche.
Zu den Serien, an denen Hazlewood in der Vergangenheit gearbeitet hat, zählen unter anderem Adventures of Superman (1988–1993), Animal Man, Doom Patrol (2004), Superboy (1994–1996), Supergirl (1996) und The Flash für DC-Comics sowie Nick Fury: Agent of S.H.I.E.L.D. für Marvel Comics (1991). Hinzu kommen Arbeiten für kleinere Verlage wie Eclipse Comics.
Zeichner, mit denen Hazlewood in der Vergangenheit besonders häufig zusammengearbeitet hat, sind unter anderem Tom Grummett, Jerry Ordway, Karl Kesel und Howard Chaykin.